# Muscotah
Muscotah är en ort i Atchison County i Kansas. Vid 2010 års folkräkning hade Muscotah 176 invånare.